# Axel Rinman
Axel Engelbert Rinman, född 31 oktober 1875 i Göteborg, död 12 maj 1947, var en försäkringsdirektör.
Rinman anställdes på Sveriges Allmänna Sjöförsäkrings AB 1891. Efter några år på 1890-talet i Storbritannien, Tyskland och Frankrike blev han verkställande direktör där. Han var även styrelseledamot i Amphion, Odeion, Sjömanssällskapet, Svenska sällskapet för räddning av skeppsbrutna och Johanniskyrkan. Han var även engagerad i Riksföreningen för svenskhetens bevarande i utlandet.
Han var son till assuransdirektören Engelbert Rinman och Nancy Bratt samt var bror till Erik B. Rinman. Första gången gifte han sig med friherrinnan Ebba Lilliecreutz och andra gången med Signe Kjellberg.
Axel Rinman är begravd på Örgryte gamla kyrkogård.